# スワロフスキー

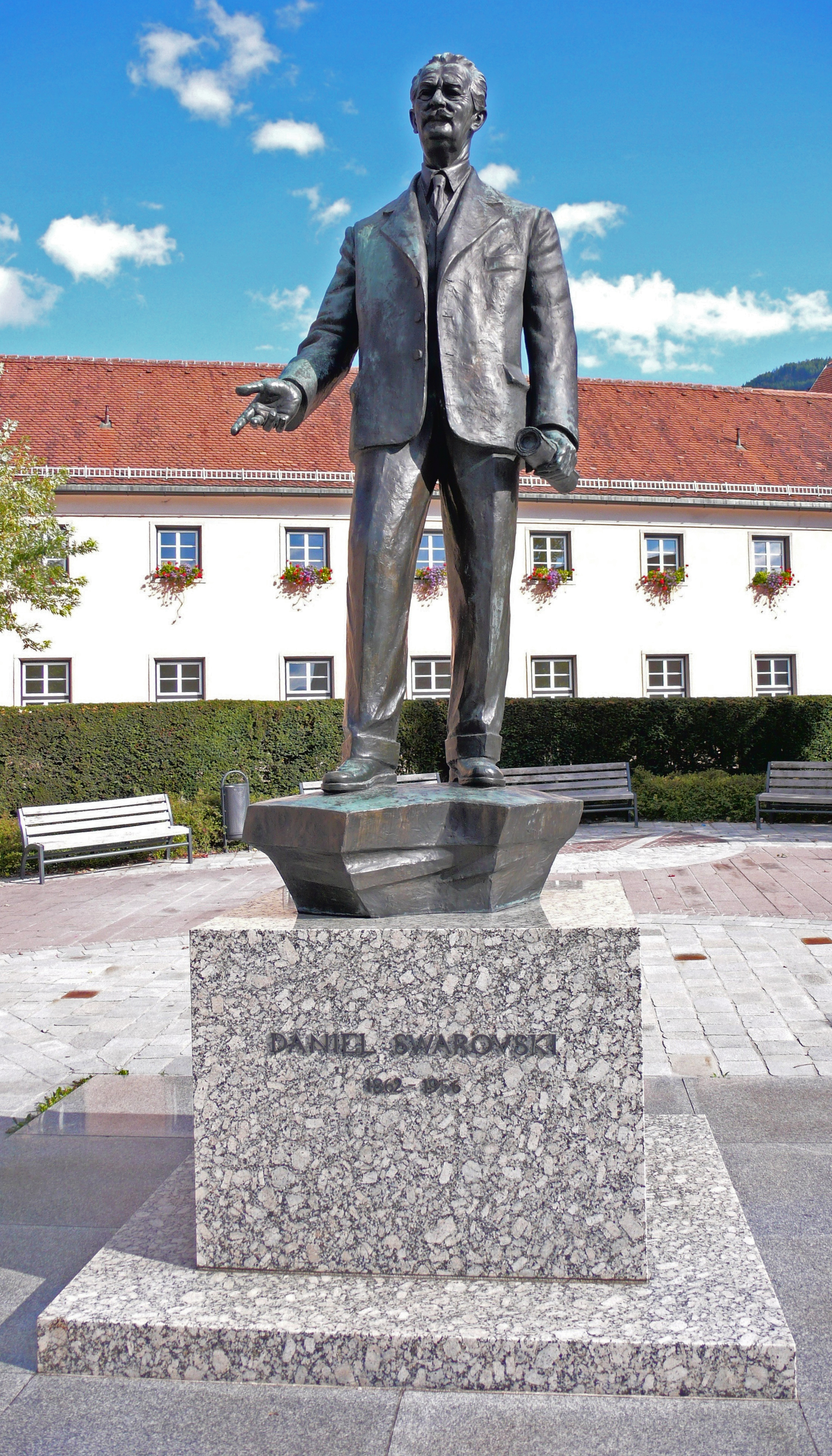
ダニエル・スワロフスキー

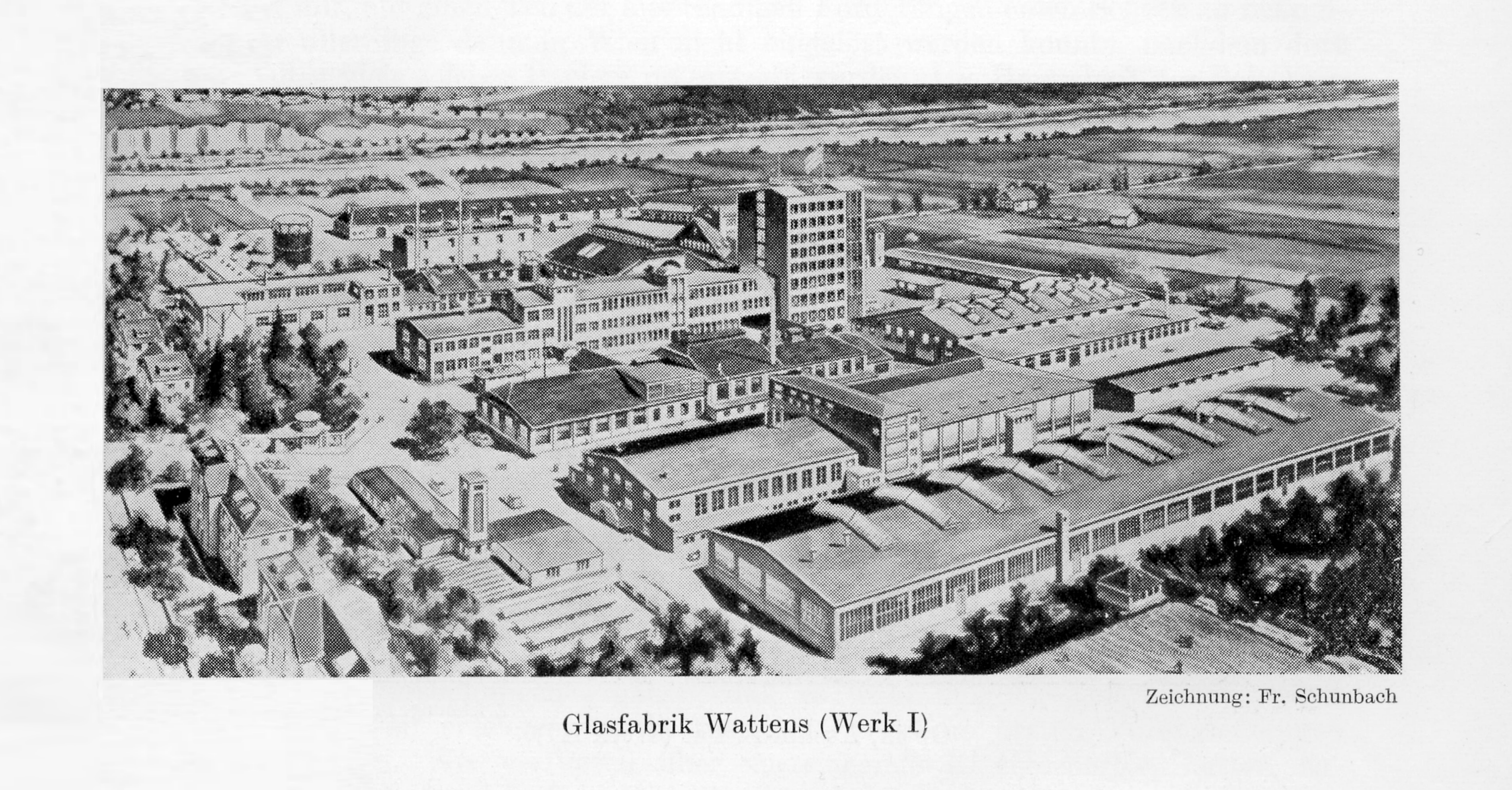
スワロフスキーの工場（1958年）

スワロフスキー（英語：Swarovski）は、1895年にオーストリアのチロル地方で創業したクリスタルのプレミアムブランド。「誰もが手にすることができるダイヤモンド」をポリシーに、高品質クリスタル、天然及び人工のジェム・ストーン、ラインストーンやアクセサリー、照明などの製品のデザイン、製造、マーケティングを行っている。
また、スワロフスキーのクリスタルはファッション業界を中心に非常に多くの商品に使用されている。

## 概要
設立以来、創業者一族による経営が続くスワロフスキー社は、1895年に科学者で起業家のダニエル・スワロフスキーによって設立された。中央ヨーロッパのガラス製造の中心地であったボヘミアで生まれ育ったダニエル・スワロフスキーは、クリスタルのカットと研磨を行う世界初の機械を発明し、業界に革命をもたらした。優れた品質を追求する伝統の礎を築き、それは5世代を経た現在も受け継がれている。ココ・シャネルやクリスチャン・ディオールといったジュエラーやクチュアリから支持を得たスワロフスキー・クリスタルは、20世紀のラグジュアリーとグラマー、そしてスタイルに欠かせない素材となった。その後もヴェルサイユ宮殿のシャンデリアパーツや、様々な映画衣装なども手がけ、オーストリアを代表するクリスタル・ブランドとして国際的に有名である。
一方で、一般消費者向けに1970年代中盤にはジュエリー、ファッション・アクセランダムスクウェアⅠ 5階サリー、オブジェ、インテリア・デコールなどのクリスタル製品を製造する部門が設立された。1999年より販売開始されたスイス製腕時計のコレクションは、煌びやかなデザインのお陰で世界中で成功をおさめている。これらの製品は、スワロフスキー・ショップやフランチャイズのグローバルネットワークを通じて販売されている。

## 沿革
- 1862年10月24日 ダニエル・スワロフスキーがボヘミア地方で誕生
- 1891年 ダニエル・スワロフスキーがクリスタルをカットするマシーンを発明。特許を取得。
- 1895年 オーストリア、チロル地方でスワロフスキー社設立
- 1899年 エーデルワイスをデザインしたロゴを採用
- 1949年 スワロフスキー・オプティック設立
- 1950年 スワフレックス設立
- 1956年 ダニエル・スワロフスキー死去。
- 1956年 クリスタル・オーロラ・ボーリエイラス開発。クリスチャン・ディオールが初めて採用。
- 1965年 ジェム・ストーン事業を開始
- 1966年 ニューヨークのメトロポリタンオペラのシャンデリアを手掛ける
- 1976年 インスブルック冬季オリンピックにて、土産物として、シャンデリアのパーツを組み合わせて製作したマウスの置物を販売。
- 1976年 ジェム・ストーン事業がスワロフスキー・キュービック・ジルコニアを開発
- 1980年 ヴェルサイユ宮殿のシャンデリアを手掛ける
- 1989年 スワン・ロゴを採用
- 1995年 インスブルック郊外にスワロフスキー・クリスタル・ワールドをオープン
- 1999年 ウォッチ事業をスタート
- 2000年 SWAROVSKI WATER SCHOOL開始ギャルソンD.A.Dのスワロフスキー・ラインストーン・カスタムカー「ベンツSL600 D.A.D LSエディション」 。大阪オートメッセ2008にて。

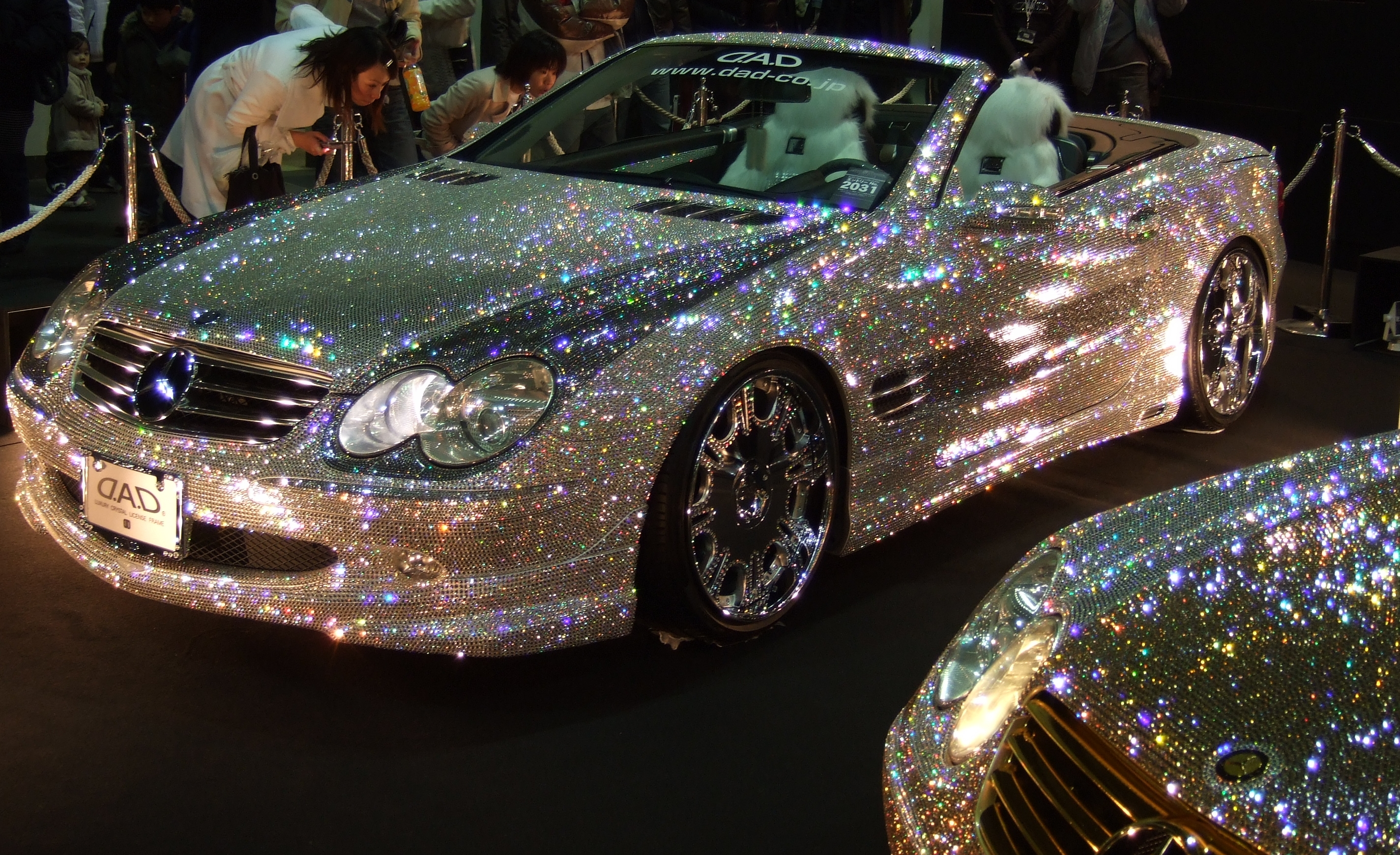
ギャルソンD.A.Dのスワロフスキー・ラインストーン・カスタムカー「ベンツSL600 D.A.D LSエディション」 。大阪オートメッセ2008にて。

- 2004年 NYのロックフェラーセンターのクリスマスツリーにツリートッパーが飾られる
- 2007年 米国アカデミー賞の舞台、カーテンをクリスタルで装飾（以降毎年手掛ける）
- 2007年 アトリエ・スワロフスキー がスタート
- 2008年 スワロフスキーの旗艦店、スワロフスキー銀座オープン
- 2013年 大阪の阪急梅田店にてアーカイブ展覧会「スワロフスキー・スパークリング・シークレット（SWAROVSKI SPARKLING SECRETS）」を開催。
- 2015年 当時ブランド・アンバサダーを務めていたミランダ・カーがデザインに参加した初のジュエリーコレクションが発売された。
- 2016年 秋冬シーズンからカーリー・クロスが新ブランド・アンバサダーに就任。
- 2018年秋 オーストリアのインスブルック郊外にてスワロフスキー社が運営するアート施設「クリスタルワールド」内、草間彌生が手掛けるアート空間がオープンした。
- 2018年11月 スワロフスキー心斎橋リニューアルオープン。オープンゲストは堀田茜。
- 2019年6月 表参道ヒルズにサマージュエリーのコンセプトでポップアップストアをオープン。（現在終了）オープンゲストは今田美桜。

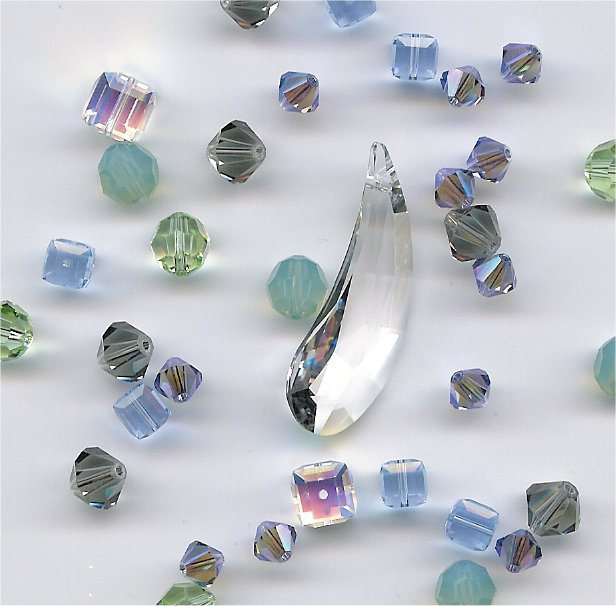
スワロフスキー社のクリスタル。

## 特徴

### スワロフスキー・クリスタル
スワロフスキー・クリスタルは、通常のクリスタル・ガラス（酸化鉛 (PbO) の含有量比は約24%）に比べ、酸化鉛が最低32%と多くなっている。そのため、通常のクリスタル（透明）カット製品でも、光の反射加減により虹色に見えることがある。

## 特殊加工
スワロフスキーには、カット技術の他にクリスタル表面に行う特殊加工技術がある。

AB-1956年にオーロラのように輝く「クリスタル・オーロラ・ボーリエイラス」(Aurora Borealis)を開発した。

## 代表製品

### ネックレス・ペンダント
1年に2回、ファッションシーズンにあわせてさまざまなコンセプトのジュエリーを発表。クリスタルの輝きが特徴のトレンドにあわせた製品を発表しているファッション・ジュエリーの代表ブランド。

### ウォッチ
スワロフスキーの女性用時計は文字盤（ダイヤル）を始め凡ゆる箇所にクリスタル・ガラスを用いた華やかなデザインの製品が多く、スワロフスキーの男性用時計はモノトーンを基調とした仕事でも使用できるような自動巻の製品がある。女性向けの代表商品にクリスタリンやオクテアがある。スワロフスキーのウォッチコレクションはスイス製である。

### ペン
スワロフスキーのクリスタルボールペンは豊富な色のラインナップとボディ部分に数百ものクリスタルがあしらわれているのが特徴。

### Krisベア
1993年の登場以来、デコレーションやギフト用に展開されている可愛らしいクマをモチーフとした人気商品。

## その他

### スワロフスキー・オプティック
ダニエル・スワロフスキーの息子ヴィルヘルム・スワロフスキーが1935年に双眼鏡を作ったことに始まる光学機器部門。自然観察や狩猟用の双眼鏡・スコープなどを生産。マークは鷹をモチーフにしている。詳しくはw:Swarovski Optikを参照。

### スワロフスキー・クリスタル・ワールド

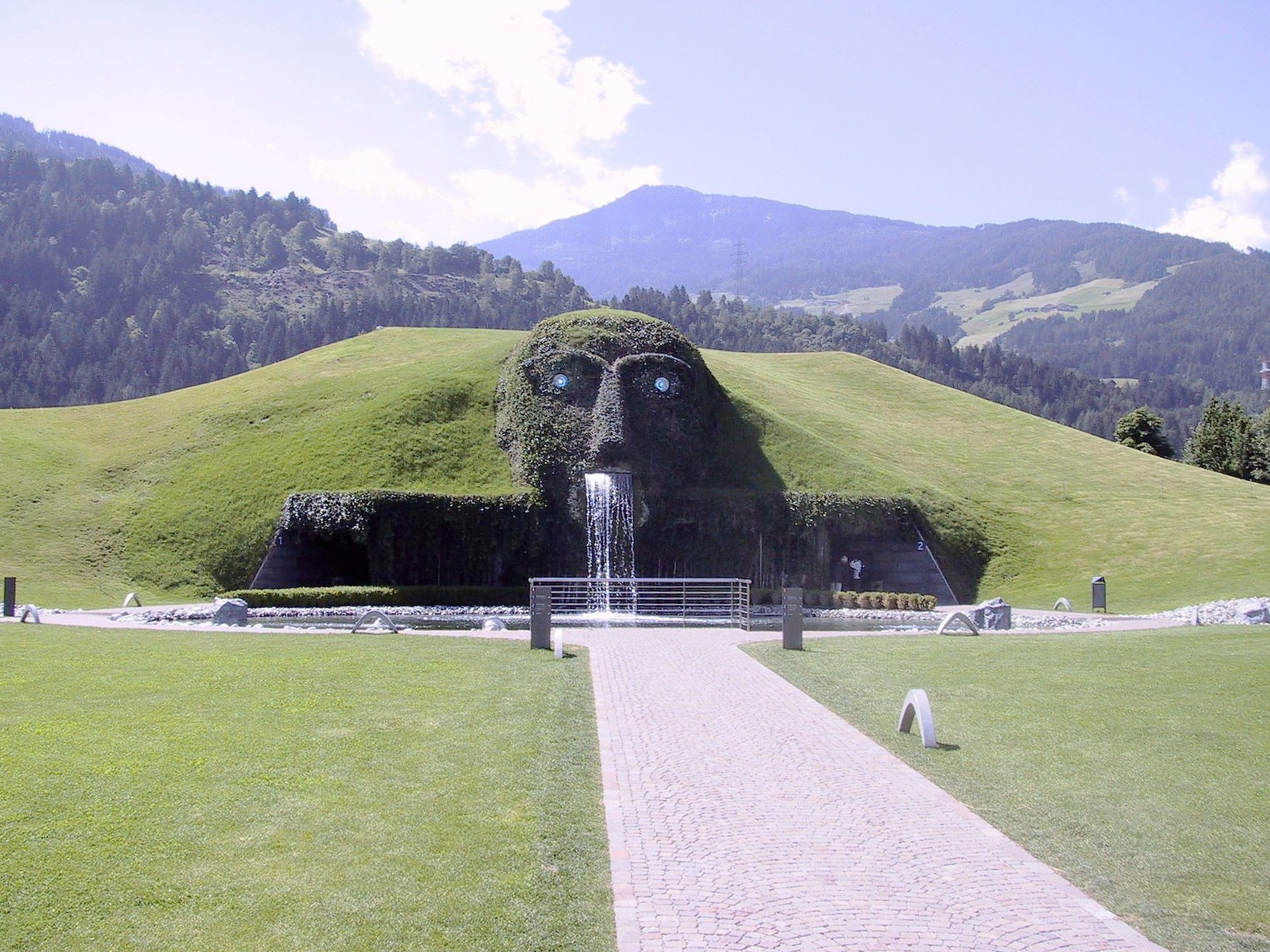
スワロフスキー・クリスタル・ワールドの入口

インスブルック郊外のヴァッテンスに創業100周年の1995年につくられたスワロフスキー・クリスタル・ワールドがある。この施設の象徴は巨人の頭をかたどったモニュメントで、口の部分から滝が流れ落ちるように作られている。

このモニュメントは、ソフトキャンディー「ハイチュウ」のテレビCMに「出演」したことがある。